# Michaił Siergiejczik
Michaił Aleksiejewicz Siergiejczik (ros. Михаил Алексеевич Сергейчик, ur. 1 lipca 1909 w Lipawie, zm. 31 maja 1993 w Moskwie) – radziecki polityk i wojskowy, generał pułkownik, przewodniczący Państwowego Komitetu ZSRR ds. Kontaktów Gospodarczych z Zagranicą (1984–1985).

## Życiorys
Ukrainiec, od 1923 pracował w drukarni gazety „Krasnoje Znamia” w Czernihowie, od 1928 stolarz, od 1930 słuchacz specjalnego fakultetu Kazańskiego Instytutu Chemiczno-Technologicznego, w latach 1932–1937 studiował w Wojskowej Akademii Obrony Chemicznej i został wojskowym inżynierem chemikiem. Od 1937 szef warsztatu w fabryce nr 148 w Dzierżyńsku, w 1939 szef doświadczalnego warsztatu Instytutu Naukowo-Badawczego nr 42 Ludowego Komisariatu Przemysłu Chemicznego ZSRR w Moskwie, szef specjalnej grupy wydziału wojskowego tego komisariatu, od 1939 pracownik 2 Zarządu Głównego Sztabu Generalnego Armii Czerwonej, zajmował się zagadnieniami handlu zagranicznego i kontaktów gospodarczych. Od 1939 członek WKP(b), od 1947 zastępca ministra handlu zagranicznego ZSRR ds. kadr, od 1950 szef Zarządu Inżynieryjnego, od 1953 zastępca szefa Głównego Zarządu Inżynieryjnego Ministerstwa Handlu Zagranicznego ZSRR. Od 1955 doradca ekonomiczny ambasady ZSRR w Jugosławii, od 1957 zastępca szefa, a od 1959 szef Głównego Zarządu Inżynieryjnego Państwowego Komitetu Rady Ministrów ZSRR ds. Kontaktów Gospodarczych z Zagranicą. Od 1975 zastępca przewodniczącego, od 1979 I zastępca przewodniczącego, a od listopada 1984 przewodniczący Państwowego Komitetu ZSRR ds. Kontaktów Gospodarczych z Zagranicą, od listopada 1985 na emeryturze.

## Odznaczenia
- Order Lenina (dwukrotnie)
- Order Rewolucji Październikowej
- Order Czerwonego Sztandaru (dwukrotnie)
- Order Wojny Ojczyźnianej I klasy
- Order Czerwonego Sztandaru Pracy (dwukrotnie)
- Order Czerwonej Gwiazdy (trzykrotnie)